# 초머 모세
초머 모세(헝가리어: Csoma Mózes 초머 모제시[*], 1978년 5월 11일 ~ )는 헝가리의 동양학자, 한국학자이고 한반도 역사와 정세가 주요 연구분야이다. 2008년에 헝가리 최초로 외트뵈시 로란드 대학교(ELTE)에 한국학과 및 한국학과 학부과정을 설치하였다. 그후 석사과정, 박사과정을 차례로 설치하여 헝가리 한국학의 지평을 넓혔다. 한국학과 학부 설치 후 한국학과 학과장을 역임하였다. 2018년 2월부터 부다페스트의 NKE대학교 (National University of Public Service) 안보전략연구소의 수석 연구 교수이다. 2018년 9월부터 주한 헝가리 대사이다.
2023년부터 헝가리 카롤리 가슈파르 대학교 (Károli Gáspár University of the Reformed Church in Hungary) 한국학과 학과장이다.

## 학력
부다페스트 모리츠 지그몬드(Móricz Zsigmond) 고등학교 졸업, 1996년 헝가리 전국역사경연대회(OKTV)에서 뛰어난 성적을 거두어 외트뵈시 로란드 대학교(ELTE) 역사학과에 입학하였다.
1996년부터 2002년까지 외트뵈시 로란드 대학교(ELTE)에서 역사학과 정치학을 복수전공하면서 1997년부터 2000년까지 부다페스트 대외무역대학교에서 한국어를 공부하였다. 한국어 고급자격증을 취득한 후 2001년 한반도 정세에 관한 논문으로 전국학술학생회의(OTDK)의 국제정치분야에서 준우승을 차지하였다.
2000년, 2004년, 2005년에 장학생으로 연세대학교에서 어학연수를 마쳤고, 이후 2009년, 2014년, 2016년에 체한연구활동을 지속하였다.

## 경력
2006년부터 2010년까지 부다페스트 코르비누스 대학교(Corvinus)에서 '코리아 – 한 민족 두 나라'를 주제로 강의하였다.
2007년에 박사학위를 취득하였고, 같은 해 외트뵈시 로란드 대학교(ELTE) 동아시아학부의 교수로 임용되었다. 2008년부터 헝가리 최초로 한국학과를 설치하면서 한국학과 부학과장이 되었으며 2010년에 국가박사(Habilitation)를 취득하였다.
2013년에 부교수 및 임시학과장, 2014년부터 한국학과 학과장이 되었다. 2018년 2월부터 부다페스트의 NKE대학교 (National University of Public Service) 안보전략연구소의 수석 연구 교수이다. TV, 신문, 라디오 등 각종 매체에 자주 출연해 한반도 정세에 대 분석과 논평을 하고 있다.
2023년 5월, 헝가리 카롤리 가슈파르 대학교에 (Károli Gáspár University of the Reformed Church in Hungary) 한국학과를 설치하고 한국학 학사과정을 승인받아 학과장으로 활동하고 있다.

## 주한 헝가리 대사로서의 활동
재임 2년째 되는 해, 부다페스트 – 인천 직항노선이 최초로 개설되었고 헝가리 문화원이 서울 명동에 설립되었다. 문화원 위치는 대사에 의해 선정되었다. 경제 관계에서 2019, 2021년 대한민국이 헝가리의 최대 투자자가 되었다. 재임 중, 최초의 한-헝 친선협회가 설립되었고 헝가리와 수교를 추진한 노태우 대통령의 아들 노재헌이 협회장으로 임명되었다. 정치 관계에서 2021년 11월 문재인 대통령이 헝가리를 공식 방문하였다. 이는 2001년 이후 20년 만이었다. 재임 중 한국 언론사들과 여러 차례 인터뷰를 하였고 코리아 중앙 데일리에 헝가리-한국 관계에 대한 20개의 컬럼 시리즈를 연재하였다.

## 저서
헝가리 출판
- Korea – Egy nemzet, két ország (코리아 – 한 민족, 두 나라; 2008년 출판)
- Magyarok Koreában (한반도를 방문한 헝가리인들의 기억; 2009년 출판)
- Koreai csaták és harcosok – Az ókortól a modern időkig (한반도 전쟁사- 고대사부터 현대사까지; 2011년 출판)
- Koreaiak Magyarországon az 1950-es években (1950년대 헝가리에 거주한 북한 유학생들; 2012년 출판)
- Korea – Egy nemzet, két ország - a közös gyökerektől (코리아 – 한 민족, 두 나라 - 같은 뿌리에서; 2013년 출판)
- 1989. Diszkózene a Kvangbok sugárúton – Észak-Korea a rendszerváltozások évében (1989년. 광복거리에 울린 디스코음악 - 동유럽 체제전환과 북한; 2014년 출판)
- Sövény Aladár, a hazai koreanisztika úttörője (쇠베니 얼러다르의 1950년대 북한 문화에 관한 기억, 2015년 출판)
- Magyarország és Korea 1956-ban. „Az Uralban találkozunk!” (1956년에 본 헝가리와 한반도. "우랄산맥에서 만나자!"; 2016년 출판)
- Korea története. A két koreai állam történelemszemléletének összehasonlításával.(한반도사- 한반도의 두 나라 역사 관점 비교를 중심으로, 2018년 출판)
- A History of Korea - Through a comparison of the two Koreas’ historical approaches (Budapest, 2019) (한반도사- 한반도의 두 나라 역사 관점 비교를 중심으로, 2019년 출판)
- The relations of the Korean Peninsula and Hungary seen through rare photos (Seoul, 2019)
- Látogatás a Hajnalpír Országában. Dr. Bozóky Dezső koreai fotográfiái (Társszerző: Kardos Tatjána) (2020) (종용한 아침의 나라 방문기. 보조끼 데죠의 사진 (커르도쉬 타티아나 공저, 2020)
- Phenjani exodus (2024)

대한민국 출판
- 한반도를 방문한 헝가리인들의 기억 비망록. (2009년 서울 출판)
- 헝가리 부다페스트로! 1956년 헝가리 혁명과 북한 유학생들. (2013년 서울 출판)
- 헝가리 최초의 한국학 학자 북한을 만나다. 쇠베니 얼러다르의 1950년대 북한 문화에 관한 기억. (2015년 서울 출판)
- From North Korea to Budapest. North Korean students in the Hungarian revolution in 1956. (2016년 서울 출판, 영문판)
- 코리아, 조용한 아침의 나라(2005년, 서울 출판, 역서)
- From Budapest to the Korean War: Hungarian Physicians in North Korea, 1950–1957 (Seoul, 2021)

## 멤버십
- 유럽한국학회(Association of Korean Studies in Europe)
- 국어국문학회(Society of Korean Language and Literature)
- 역사교육 편집위원(The Korean History Education Review)
- 한국근현대사학회(The Association for Korean Modern and Contemporary History)
- 왕립아세아학회한국지부 (Royal Asiatic Society Korea Branch)

## 수상경력
- 대한민국 문화체육관광부장관 표창장(2016)
- 단국대학교 국제학술교류상(2016)
- 서울시 명예시민 (2022)[10]
- 대한민국 정부 광화장 (2023)[11]
- 카롤리 가스파르 개혁대학교 인문사회과학부 교수회, 논문 'Phenjani exodus'로 올해의 출판물상 수상 (2024)[12]